# Podnoszenie ciężarów na Letnich Igrzyskach Olimpijskich 1996 – waga lekkociężka mężczyzn
Rywalizacja w wadze do 83 kg mężczyzn w podnoszeniu ciężarów na Letnich Igrzyskach Olimpijskich 1996 odbyła się 26 lipca 1996 roku w hali Georgia World Congress Center. W rywalizacji wystartowało 20 zawodników z 18 krajów. Tytuł sprzed czterech lat obronił Grek Piros Dimas. Srebrny medal wywalczył Niemiec Marc Huster, a trzecie miejsce zajął Polak Andrzej Cofalik.

## Wyniki
| Pozycja | Zawodnik            | Reprezentacja   | Waga  | Rwanie | Rwanie | Rwanie | Podrzut | Podrzut | Podrzut | Wynik |
| Pozycja | Zawodnik            | Reprezentacja   | Waga  | 1      | 2      | 3      | 1       | 2       | 3       | Wynik |
| ------- | ------------------- | --------------- | ----- | ------ | ------ | ------ | ------- | ------- | ------- | ----- |
| 1. !    | Pyrros Dimas        | Grecja          | 82,06 | 172,5  | 175,0  | 180,0  | 202,5   | 207,5   | 213,0   | 392,5 |
| 2. !    | Marc Huster         | Niemcy          | 82,36 | 170,0  | 170,0  | 172,5  | 202,5   | 207,5   | 213,5   | 382,5 |
| 3. !    | Andrzej Cofalik     | Polska          | 82,44 | 167,5  | 167,5  | 170,0  | 202,5   | 202,5   | 205,0   | 372,5 |
| 4       | Kiril Kounev        | Australia       | 82,73 | 165,0  | 170,0  | 172,5  | 200,0   | 205,0   | 205,0   | 370,0 |
| 5       | Vadim Vacarciuc     | Mołdawia        | 82,63 | 165,0  | 165,0  | 165,0  | 202,5   | 210,0   | 210,0   | 367,5 |
| 6       | Sergo Czachojan     | Armenia         | 80,87 | 165,0  | 170,0  | 172,5  | 195,0   | 200,0   | 202,5   | 365,0 |
| 7       | Dursun Sevinc       | Turcja          | 82,80 | 155,0  | 165,0  | 165,0  | 197,5   | 210,0   | 210,0   | 362,5 |
| 8       | Krysto Milew        | Bułgaria        | 82,71 | 155,0  | 155,0  | 160,0  | 195,0   | 200,0   | 202,5   | 360,0 |
| 9       | Bidzina Mikiaszwili | Gruzja          | 82,97 | 160,0  | 165,0  | 165,0  | 200,0   | 205,0   | 205,0   | 360,0 |
| 10      | Riszat Mansurow     | Kazachstan      | 82,72 | 155,0  | 155,0  | 160,0  | 182,5   | 187,5   | 187,5   | 337,5 |
| 11      | Tofig Heydarov      | Azerbejdżan     | 82,83 | 150,0  | 160,0  | 162,5  | 180,0   | 190,0   | 190,0   | 330,0 |
| 12      | Anthony Arthur      | Wielka Brytania | 81,99 | 140,0  | 147,5  | 152,5  | 170,0   | 180,0   | 187,5   | 327,5 |
| 13      | Serge Tremblay      | Kanada          | 82,44 | 145,0  | 150,0  | 155,0  | 177,5   | 185,0   | 185,0   | 327,5 |
| 14      | Wu Tsai-fu          | Chińskie Tajpej | 77,89 | 137,5  | 137,5  | 142,5  | 170,0   | 175,0   | 175,0   | 312,5 |
| 15      | Dainis Zīlītis      | Łotwa           | 82,53 | 145,0  | 145,0  | 150,0  | 167,5   | 172,5   | 172,5   | 312,5 |
| 16      | Kuo Tai-chih        | Chińskie Tajpej | 81,86 | 125,0  | 125,0  | 132,5  | 165,0   | 165,0   | 170,0   | 290,0 |
| 17      | Rupeni Varea        | Fidżi           | 81,01 | 115,0  | 115,0  | 122,5  | 150,0   | 160,0   | 160,0   | 265,0 |
| 18      | Steven Baccus       | Seszele         | 81,11 | 105,0  | 110,0  | 115,0  | 145,0   | 150,0   | 150,0   | 260,0 |
| -       | Ołeksandr Błyszczyk | Ukraina         | 82,56 | 152,5  | 167,5  | 170,0  | 192,5   | 192,5   | 192,5   | –     |
| -       | Kuanysz Rymkułow    | Kazachstan      | 82,82 | 155,0  | 155,0  | 155,0  | –       | –       | –       | –     |